# Hydroventure: Spin Cycle
Hydroventure: Spin Cycle, connu sous le nom de Fluidity: Spin Cycle en Amérique du Nord, est un jeu vidéo de réflexion développé par Curve Digital et édité par Nintendo. Il est disponible à partir de 2012 en Europe, au Japon et en Amérique du Nord sur Nintendo 3DS à partir de la plate-forme de téléchargement Nintendo eShop. Il s'agit de la suite de Hydroventure.

## Accueil
Hydroventure: Spin Cycle est bien reçu par la critique spécialisée. Le jeu obtient une moyenne de notes de 78 % sur Metacritic sur la base de 17 critiques.